# Aprocelaimus eurydoris
Aprocelaimus eurydoris är en rundmaskart. Aprocelaimus eurydoris ingår i släktet Aprocelaimus, och familjen Aporcelaimidae. Arten är reproducerande i Sverige.